# Едж (острів)
Едж (норв. Edgeøya) — безлюдний острів у складі архіпелагу Свальбард, розташований в південно-східній його частині. Належить Норвегії. Названий на честь Томаса Еджа, англійського торговця та китобія, який відкрив цей острів (ймовірно, повторно, після відкриття його поморами) у 1613 році.

## Географія та клімат
Острів має площу 5073 км², що робить його третім за площею у складі архіпелагу та 116-м у світі. Довжина берегової лінії становить 502 км.
Острів утворений в основному пісковиками та сланцями. 1880 км² його території покрито льодовиками, серед яких напівпокривні з вивідними мовами: Стуне, льодовик Короля Юхана та інші. Інша частина острова є арктичною пустелею та тундрою. На острові розташований заповідник, де під охороною мешкають Північні олені та Білі ведмеді.